# Kostadinka Radkova
Kostadinka Radkova, född den 26 juni 1962 i Sofia, Bulgarien, är en bulgarisk före detta basketspelare som var med och tog OS-silver 1980 i Moskva. Detta var andra gången damerna deltog vid de olympiska baskettävlingarna, tillika andra gången Bulgarien tog medalj.